# 黑倫維瑟魏爾湖

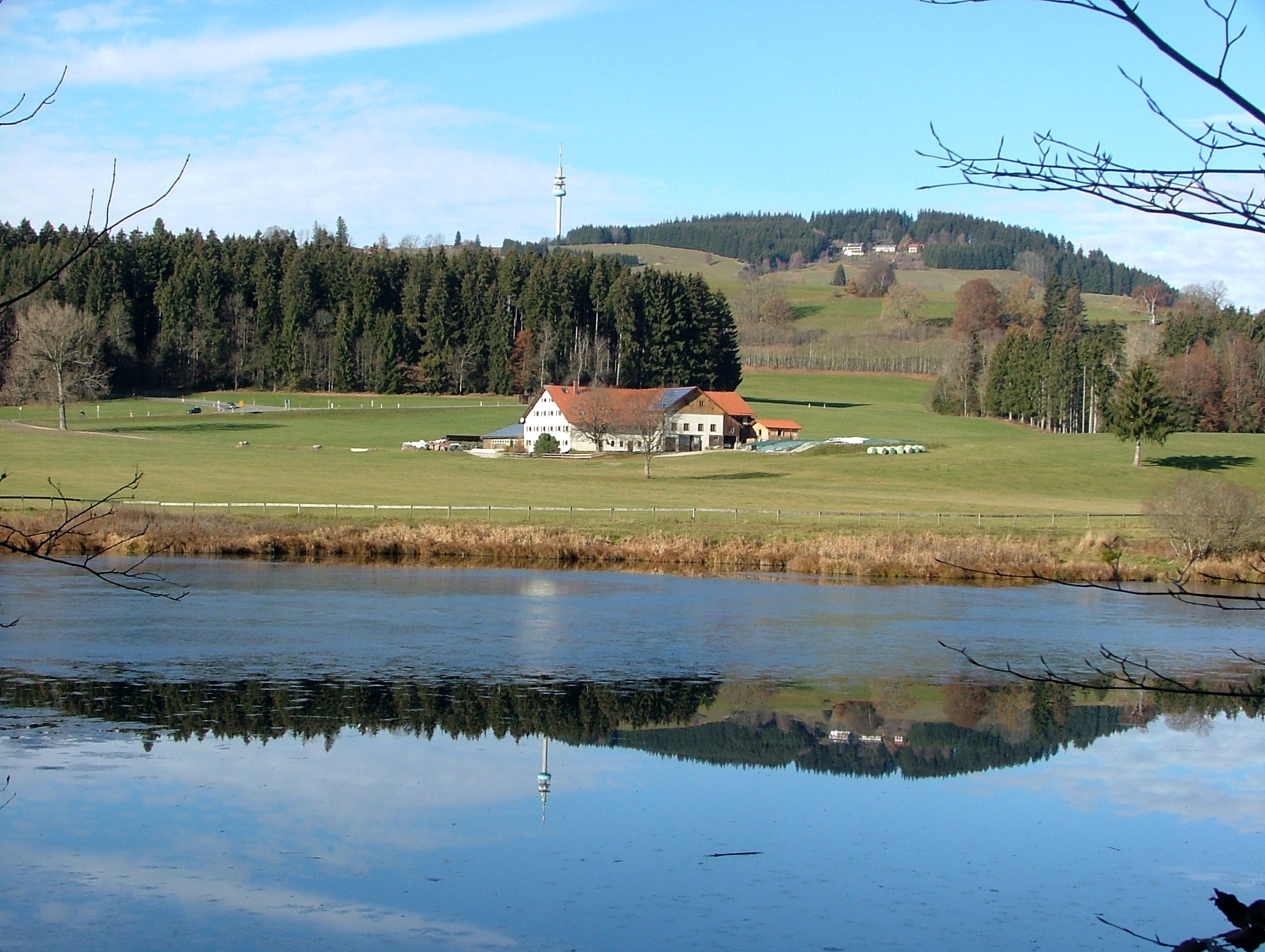

47°42′58″N 10°15′13″E / 47.716064°N 10.25361°E
黑倫維瑟魏爾湖（德語：Herrenwieser Weiher），是德國的湖泊，位於該國東南部，由巴伐利亞州負責管轄，處於肯普滕，長0.5公里、寬0.2公里，面積0.06平方公里，海拔高度787米，平均水深1.8米，最大水深4.7米，水體容量11.9萬立方米，湖岸線長度1.8公里。